# Centro de la memoria del genocidio Murambi
La Escuela Técnica Murambi, ahora conocida como el Centro de la memoria del genocidio Murambi, está situado cerca la ciudad de Murambi en Ruanda del sur.

## Descripción
Este centro conmemorativo es uno de los seis centros importantes en que se conmemora el Genocidio de Ruanda. Los otros son el Centro Conmemorativo Kigali, Centro Conmemorativo Ntrama y otros en Nyamata, Bisesero y Nyarubuye.

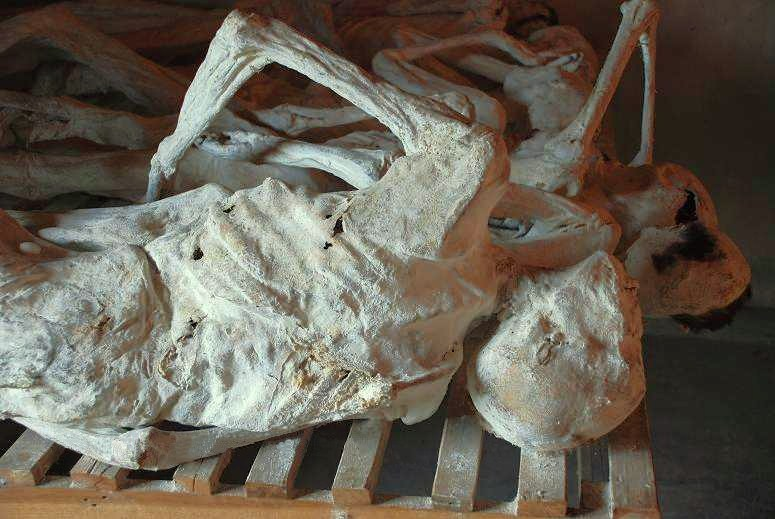
Cuerpo momificado.
Foto de Sascha Grabow

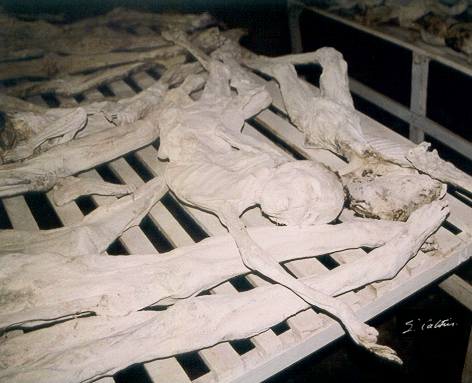
Cuerpos momificados de víctimas de genocidio. 2001

Este fue el sitio de una masacre durante el año 1994 conocida como el genocidio ruandés. Cuándo los asesinatos empezaron, los Tutsis de la región intentaron esconderse en una iglesia local. Sin embargo, el Obispo y el Alcalde los engañaron, enviándolos a una trampa mortal: la escuela técnica, aduciendo que las tropas francesas los protegerían. El 16 de abril de 1994, 65.000 Tutsis corrieron a la escuela. Después de que se les dijera a las víctimas que se reunieran allí, el agua fue cortada y no había alimento disponible, de modo que la gente estaba demasiado débiles para resistir. Después de defenderse durante unos días usando piedras, los tutsis fueron invadidos el 21 de abril. Los soldados franceses desaparecieron y la escuela fue atacada por milicianos Hutu Interahamwe. Alrededor de 45.000 tutsis fueron asesinados en la escuela, y casi todos los que lograron escapar fueron asesinados al día siguiente cuando trataron de esconderse en una iglesia cercana. Según el guía del monumento, los franceses trajeron equipo pesado para excavar varias fosas donde se colocaron muchos miles de cuerpos. Luego construyeron una cancha de voleibol sobre las fosas comunes para esconder lo ocurrido. Entre los cuerpos actualmente exhibidos se encuentran muchos niños y bebés.
Se cree que sólo 34 personas han sobrevivido a la masacre en Murambi.
El monumento fue fundado el 21 de abril de 1995. El sitio contiene 50.000 tumbas. El edificio escolar es ahora un museo del genocidio donde se exhiben los esqueletos y cuerpos momificados de algunos de los miles de personas asesinadas allí.
Existen fallos de la ONU donde se trata el genocidio Ruandés.